# 광학 흐름

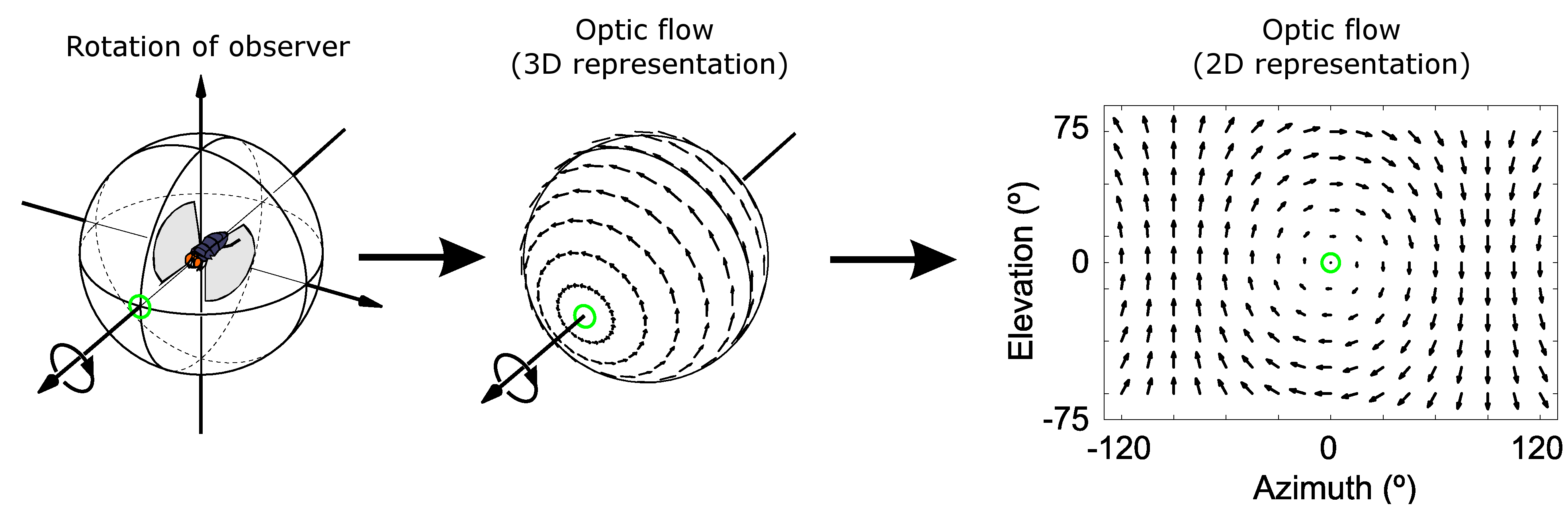
회전하는 관찰자(이 경우에는 파리)가 경험하는 광학 흐름이다. 각 위치의 광학 흐름의 방향과 크기는 각 화살표의 방향과 길이로 표시된다.

광학 흐름(optical flow, optic flow)은 관찰자와 장면 사이의 상대적인 운동으로 인해 시각적 장면에서 물체, 표면 및 가장자리의 명백한 운동 패턴이다. 광학 흐름은 이미지에서 밝기 패턴의 겉보기 이동 속도 분포로 정의될 수도 있다.
광학 흐름의 개념은 1940년대 미국의 심리학자 제임스 J. 깁슨(James J. Gibson)이 세계를 이동하는 동물에게 제공되는 시각적 자극을 설명하기 위해 도입했다. 깁슨은 여유 인식, 즉 환경 내에서 행동 가능성을 식별하는 능력에 대한 광학 흐름의 중요성을 강조했다. 깁슨의 추종자들과 심리학에 대한 그의 생태학적 접근 방식은 세계에서 관찰자의 움직임 인식에 대한 광학 흐름 자극의 역할, 세계에 있는 물체의 모양, 거리 및 움직임에 대한 인식, 그리고 운동 조절을 더욱 입증했다.
광학 흐름이라는 용어는 모션 감지, 객체 분할, 접촉 시간 정보, 확장 계산 초점, 휘도, 모션 보상 인코딩 및 스테레오 불일치 측정을 포함한 이미지 처리 및 탐색 제어의 관련 기술을 포괄하는 로봇공학자에 의해 사용된다.

## 용도
움직임 예측과 비디오 압축은 광학 흐름 연구의 주요 측면으로 발전해 왔다. 광학 흐름 필드는 동작 추정 기술에서 파생된 조밀한 동작 필드와 표면적으로 유사하지만, 광학 흐름은 광학 흐름 필드 자체를 결정하는 것뿐만 아니라 3차원 특성을 추정하는 데 사용하는 방법에 대한 연구이다. 장면의 구조, 물체의 3D 움직임, 장면에 대한 관찰자의 움직임 등 대부분이 야코비안(Jacobian) 이미지를 사용한다.
광학 흐름은 물체 감지 및 추적, 이미지 지배 평면 추출, 움직임 감지, 로봇 내비게이션 및 시각적 주행 거리 측정과 같은 다양한 분야의 로봇공학 연구자에 의해 사용되었다. 광학 흐름 정보는 초소형 항공기 제어에 유용한 것으로 인식되었다.
광학 흐름의 적용에는 장면 속 관찰자와 사물의 움직임뿐만 아니라 사물의 구조와 환경까지 유추하는 문제가 포함된다. 동작에 대한 인식과 환경 구조에 대한 정신적 지도 생성은 동물(및 인간) 시각의 중요한 구성 요소이므로 이러한 타고난 능력을 컴퓨터 기능으로 전환하는 것은 머신 비전 분야에서도 마찬가지로 중요하다.

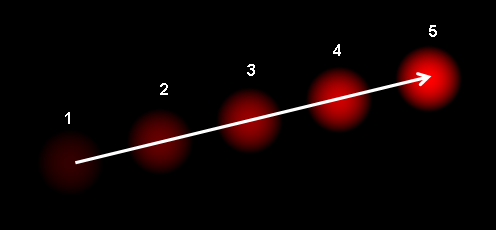
비디오 시퀀스에서 움직이는 물체의 광학 흐름 벡터이다.

시야의 왼쪽 하단에서 오른쪽 상단으로 이동하는 공의 5프레임 클립을 생각해 보라. 모션 추정 기술은 2차원 평면에서 공이 위쪽 및 오른쪽으로 이동하고 있음을 확인할 수 있으며 이 모션을 설명하는 벡터는 일련의 프레임에서 추출될 수 있다. 비디오 압축(예: MPEG)의 목적을 위해 이제 시퀀스가 필요에 따라 설명된다. 그러나 머신 비전 분야에서는 공이 오른쪽으로 움직이는지, 관찰자가 왼쪽으로 움직이는지 여부는 알 수 없지만 중요한 정보이다. 5개의 프레임에 정적이고 패턴화된 배경이 존재하더라도 패턴이 관찰자까지 무한한 거리를 가질 수 있기 때문에 공이 오른쪽으로 움직인다고 자신있게 말할 수 없다.

## 같이 보기
- 광마우스
- 거리 이미징
- 비전 처리 장치
- 연속 방정식